# Jeziorki (jezioro w Polsce)
Jeziorki (niem. Treibjow See) – jezioro rynnowe w Polsce, położone w województwie zachodniopomorskim, w powiecie szczecineckim, w gminie Szczecinek.
Akwen leży na Pojezierzu Drawskim. Na wschodnim brzegu jeziora znajduje się osada Trzebujewo, 400 metrów od zachodnich granic jeziora znajduje się jezioro Trzebiechowo.